# David di Donatello 1975
La 20a edició dels premis David di Donatello, concedits per l'Acadèmia del Cinema Italià va tenir lloc el 19 de juliol de 1975 al Teatre grecoromà de Taormina. El premi consistia en una estatueta dissenyada per Bulgari.

## Guanyadors

### Millor pel·lícula
- Fatti di gente perbene, dirigida per Mauro Bolognini
- Gruppo di famiglia in un interno, dirigida per Luchino Visconti

### Millor director
- Dino Risi - Perfum de dona

### Millor argument
- Age & Scarpelli - Romanzo popolare

### Millor actriu
- Mariangela Melato - La poliziotta

### Millor actor
- Vittorio Gassman - Perfum de dona

### Millor músic
- Piero Piccioni - Travolti da un insolito destino nell'azzurro mare d'agosto

### Millor actriu estrangera
- Liv Ullmann - Secrets d'un matrimoni (Scener ur ett äktenskap)

### Millor actor estranger
- Burt Lancaster - Gruppo di famiglia in un interno (ex aequo)
- Jack Lemmon - The Front Page (ex aequo)
- Walter Matthau - The Front Page (ex aequo)

### Millor director estranger
- Billy Wilder - The Front Page

### Millor pel·lícula estrangera
- El colós en flames (The Towering Inferno), dirigida per Irwin Allen

### David Europeu
- Melvin Frank

### David especial
- Isabelle Adjani, per la seva interpretació a Lo schiaffo
- Pio Angeletti i Adriano De Micheli, per llur contribució al cinema com a productor
- Edmondo Amati, per la seva contribució al cinema com a productor i distribuïdor
- Renato Pozzetto, pel nou tipus d’humorisme de les seves interpretacions
- Fred Astaire, a la carrera.
- Jennifer Jones, a la carrera.